# NATO Rapid Deployable Corps - Turkey
Il NATO Rapid Deployable Corps – Turkey (Corpo di Reazione Rapida NATO NRDC-T) è un Comando multinazionale a livello di Corpo d'Armata ad alta prontezza operativa della NATO costituito nel 2001 il cui quartier generale è a Şişli, un distretto del comune metropolitano di Istanbul, in Turchia, situato nella parte europea della città.
Il Comando è disponibile per essere impiegato in tempi rapidi per interventi in aree di crisi in base a quanto stabilito dal Consiglio del Nord Atlantico (NAC-North Atlantic Council) e dal SACEUR, e per condurre operazioni militari congiunte.
La sede del

## Storia
Le origini risalgono al III Corpo d'armata dell'esercito turco, costituito a Kırklareli il 14 marzo 1911. Il III Corpo d'armata ha preso parte alla prima guerra balcanica sul fronte di Çatalca nel 1912 e alla seconda guerra balcanica a Edirne nel 1913.
Nel corso della prima guerra mondiale il 3º Corpo d'armata prese parte alla battaglia di Çanakkale (Gallipoli) tra il 1914 e il 1916, e operato sul fronte del Caucaso tra il 1916 e il 1917, e in Palestina nel 1918.
Durante la guerra d'indipendenza turca il 3º Corpo d'armata ha partecipato nel 1921 alla battaglia di Kütahya e a quella del Sakarya, e al contrattacco turco dell'agosto 1922.
Il quartier generale venne trasferito nell'agosto 1966 ad Harbiye nel centro di Istanbul e il 27 aprile 1973 nella caserma di Ayazağa, sua attuale sede, il cui nome è stato cambiato il 5 gennaio 2006 in caserma Generale M. Mazlum İskora.
Il 15 luglio 2001 il 3º corpo d'armata ha avviato un processo di trasformazione per qualificarsi come una forza NATO ad alta prontezza con la denominazione NRDC-T ottenendo lo status internazionale il 10 settembre 2002. Il MOU e l'accordo tecnico sono stati firmati il 23 settembre 2002 e dopo la dichiarazione del SACEUR che il NRDC-T aveva raggiunto la piena capacità operativa il 19 dicembre dello stesso anno il comitato militare NATO ha approvato formalmente il NRDC-T come corpo schierabile NATO ad alta prontezza, decisione confermata poi il 14 maggio 2003 dal Consiglio Nord Atlantico.
Su proposta del SACEUR il NRDC-T è stato assegnato dal 15 ottobre 2003 al luglio 2004 alla NATO Response Force, la forza di risposta rapida della NATO, costituita nel vertice di Praga del 22 novembre 2002..
Il NRDC-T ha preso parte all missione ISAF in Afghanistan dal 13 gennaio al 4 agosto 2005, con il comandante del corpo, il tenente generale Ethem Erdağı che ha assunto il comando della Missione ISAF e successivamente dal 4 agosto 2008 al 4 febbraio 2009 e dal 7 gennaio 2014 al 7 luglio 2014.
Il III Corpo d'armata-NRDC-Turkey ha alle sue dipendenze i seguenti reparti:
- 52ª Divisione corazzata (Hadımköy, Istanbul)[4]
  - 2ª Brigata corazzata (Kartal)
  - 66ª Brigata meccanizzata (Istanbul)
- 23ª Divisione motorizzata (Hasdal, Istanbul)
  - 6º Reggimento fanteria motorizzata (Hasdal, Istanbul)
  - 23º Reggimento fanteria motorizzata (Samandıra, Istanbul)
  - 47º Reggimento fanteria motorizzata (Metris, Istanbul)

## Stemma
Lo stemma, incorniciato da foglie di alloro ha tre stelle nella parte alta che rappresentano il livello di corpo d'armata, le bandiere turca e della NATO; il ponte simboleggia la disposizione geopolitica della Turchia di collegamento tra Europa e Asia, nonché un ponte tra Oriente e Occidente, i castelli su entrambi i lati dello stretto di Istanbul simboleggiano forza, resistenza e affidabilità, la colomba che stringe nel becco il ramoscello d'olivo è il simbolo della pace, e infine il famoso motto di Atatürk, che riassume la politica estera turca: Pace in Patria, pace nel mondo.